# Đại học Srinakharinwirot
Đại học Srinakharinwirot (tiếng Thái: มหาวิทยาลัยศรีนครินทรวิโรฒ, phiên âm: Ma-ha-vi-tha-da-lai Xi-na-kha-lin-vi-lót, viết tắt: SWU, abbr: มศว) là một đại học công lập tại Băng Cốc, Thái Lan. Được thành lập năm 1949, trường đại học là tổ chức giáo dục đầu tiên chỉ tập trung đào tạo cho giáo viên. Tên "Srinakharinwirot" được đặt bởi Vua Bhumibol Adulyadej để tôn vinh mẹ của mình là vương thái hậu Srinagarindra (phiên âm là Srinakharin). Đại học Srinakharinwirot có hai khuôn viên; khuôn viên Prasarnmit ở Watthana tại Băng Cốc và khuôn viên Ongkharak ở Ongkharak tại Nakhon Nayok. Ngoài ra các khuôn viên nhỏ khác bao gồm khuôn viên Đại học Bhodivijjalaya tại Sa Kaeo và Mae Chaem tại Chiang Mai.
Đại học ban đầu có 8 khuôn viên theo vùng; Prasanmitr, Pathum Wan, Bang Saen, Phitsanulok, Maha Sarakham, Songkhla, Bang Khen và Phala Suksa (nghĩa là Giáo dục Thể chất). Khuôn viên Prasanmitr vẫn là trụ sở chính của đại học, trong khi khuôn viên Pathum Wan hiện tại là trường dạy học, Trường tiểu học Patumwan. Một số trường đại học mới được thành lập như; Đại học Burapha (trước đó là khuôn viên Bang Saen), Đại học Naresuan (trước đó là khuôn viên Phitsanulok), Đại học Mahasarakham (trước đó là khuôn viên Mahasarakham) và Đại học Thaksin (trước đó là khuôn viên Songkhla). Khuôn viên Bang Khen đã đóng cửa, dời đến trụ sở chính Prasarnmitr, khu vực đó ngày nay là Đại học Phranakhon Rajabhat. Cuối cùng, khuôn viên Phala Suksa đã đóng cửa và di chuyển đến khuôn viên Ongkharak, gọi là Khoa giáo dục thể chất.